# Feministische Psychotherapie
Die Feministische Psychotherapie ist ein in den 1970er Jahren entstandener weltanschaulicher Rahmen für bereits existierende Therapieformen auf Basis des Feminismus. Ob es sich dabei um ein eigenständiges  Therapieverfahren handelt, wird kontrovers beantwortet. Prämisse der Feministischen Psychotherapie ist, dass Frauen (und Männer) in ihrer Entwicklung und ihrem Verhalten durch gesellschaftlich vorgegebene Geschlechterrollen behindert werden. Therapeuten sollen zur Ausübung der  Feministischen Psychotherapie eine feministische Grundhaltung einnehmen.

## Geschichte
Feministische Psychotherapie entwickelte sich im Rahmen der Frauenbewegung in den 1970er Jahren in den USA aus consciousness-raising-Gruppen. Diese Frauengesprächsgruppen orientierten sich am Selbsthilfeprinzip und gaben den Anstoß zur Entwicklung der Frauen-Selbsthilfetherapie. Dabei stand die Kritik der herkömmlichen patriarchalen Therapieformen und der Diskriminierung von Frauen im Rahmen von Psychotherapie, Psychologie und Psychiatrie im Vordergrund. Frauen-Selbsthilfetherapie war charakterisiert durch eine kollektive Erfahrung eigener Unterdrückung, das Gewahrwerden der Zwänge durch Geschlechterrollen und deren Reflexion auf das eigene Leben. Die Folge davon waren Prozesse der Selbstfindung verbunden mit solidarischem Handeln im politischen Kontext. Allerdings entwickelten sich in den Gruppen selbst eigene Normen und Zwänge. Der Grundkonflikt bestand in dem Postulat der gemeinsamen Betroffenheit und Solidarität, das individuelle Unterschiede negierte. Dies führte zum einen zu einer Auflösung der Selbsthilfegruppen, zum anderen zu einer Professionalisierung der therapeutischen Verfahren. Letztere Phase hatte die Entwicklung der feministischen Therapie zur Folge. Stahr interpretiert die Entwicklung der feministischen Therapie als einen kollektiven Lernprozess, in den Frauen der unterschiedlichsten Arbeitszusammenhänge im Gesundheitswesen und öffentlichem Dienst integriert waren. Bindeglied war eine feministische Sicht auf die patriarchalische Gesellschaftsstruktur.
Feministische Psychotherapie wird seit etwa 1977 in Deutschland, zunächst im westlichen Teil, angeboten. Die Anbieter, die auch mit der Weiterentwicklung der Therapie befasst sind, sind meist Frauenberatungsstellen, Frauentherapie- und Frauengesundheitszentren. Tendenziell ist ein vermehrtes therapeutisches Angebot auf der Basis feministischer Therapie durch freie oder in Institutionen wie Krankenhäusern arbeitende Therapeutinnen zu verzeichnen.
Der Begriff Feministische Psychotherapie wurde erstmals 1982 von Luise Eichenbach und Susie Orbach publiziert, und 1984 ins Deutsche übersetzt. Es wurde hier kein neues Therapieverfahren entwickelt, sondern feministische Erkenntnisse in bestehende Methoden eingegliedert. Die Basis dieses Prozesses bildete u. a. Kritik an den üblichen Therapieverfahren sowie eine Krankheitszuschreibung ohne Berücksichtigung des gesellschaftlichen Kontextes.

## Diskussion
Ob Feministische Psychotherapie eine eigenständige Therapieform ist, wird kontrovers diskutiert. Ruth Großmaß vertritt die Auffassung, dass die feministische Therapie keinen eigenständigen therapeutischen Ansatz darstelle, sondern die Zusicherung einer Psychokultur, die im Kontext der therapeutischen Prozesse nicht einlösbar sei. Ihrer Meinung nach werde Therapie mit politischem Engagement verwechselt. Hierbei werde verkannt, dass die therapeutische Beziehungsstruktur von einem Wissens- und Machtgefälle gekennzeichnet ist, während politische Arbeit in der Frauenbewegung gerade gleichberechtigtes Handeln und Solidarität als Grundvoraussetzung hat. Ebenso ginge es in der Therapie um die Heilung problematischer Beziehung im zwischenmenschlichen Bereich, wohingegen die politische Arbeit auf die Beseitigung krankmachender Strukturen gerichtet sei. Nach Ingeborg Stahr wäre daraus zu folgern, dass die im Kontext der feministischen Therapie geforderte Identitätsentwicklung im Rahmen der therapeutischen Prozesse nicht verwirklicht werden kann.
Sabine Scheffler vertritt unter Bezug auf Ausbildungskonzepte von Universitäten der USA die Position, dass eine eigenständige feministische Therapie existiert. Obwohl die verschiedenen Ansätze vielschichtig und eher summativ geprägt sind, stehe hinter den verschiedenen Basiskonzepten feministischer Therapie eine stabile Konzeption. Diese beinhalte eine spezifische Interpretation der therapeutischen Prozesse mit Frauen sowie die Entwicklung eines eindeutigen Selbstverständnisses und Handlungskonzeptes. Sie argumentiert in Bezug auf Großmaß, dass die Aufgabe feministischer Therapie nicht in der Motivierung von Frauen zu politischer Arbeit zu sehen sei, sondern dass der politische Aspekt in der Erkenntnis liege, dass persönliches Leiden kollektiv verankert ist. Autonomie bedeute in diesem Zusammenhang, Sensibilität für die benachteiligte Position in der Gesellschaft zu entwickeln, hierfür wachsam zu sein und dies im Außen zu formulieren. Persönliche Autonomie bedeute auch die Fähigkeit, über das was einer Frau in der Gesellschaft an Unterdrückung widerfährt, Leid zu empfinden. Den solidarischen Aspekt der Klientin-Therapeutin-Beziehung in der feministischen Therapie sieht Scheffler in dem Bewusstsein „dass das was die Klientin in ihrem Leben und zur Zeit betrifft, mir grundsätzlich von meiner Position als Frau her auch passieren könnte“. Unabhängig davon werde die Inegalität der therapeutischen Beziehung hinsichtlich Gestaltungs- und Wissensmacht anerkannt. Ingeborg Stahr erkennt in dem allen Ansätzen gemeinen erkenntnisgeleiteten Interesse verbunden mit der gesellschaftskritischen Deutung des psychischen Leids die Basis für eine eigenständige feministische therapeutische Richtung.